# Guer Communauté
Die Guer Communauté ist ein ehemaliger französischer Gemeindeverband mit der Rechtsform einer Communauté de communes im Département Morbihan in der Region Bretagne. Sie umfasste sieben Gemeinden im Osten des Départements, der Verwaltungssitz befand sich im Ort Guer.

## Aufgaben
Zu den vorgeschriebenen Kompetenzen gehörten die Entwicklung und Förderung wirtschaftlicher Aktivitäten und des Tourismus sowie die Raumplanung auf Basis eines Schéma de Cohérence Territoriale. Der Gemeindeverband betrieb außerdem die Abwasserentsorgung.

## Historische Entwicklung
Der Gemeindeverband trug früher den Namen Communauté de communes du Pays de Guer. Dieser entstand am 1. Januar 1994. Anfang 2014 trat die Gemeinde Beignon diesem Gemeindeverband von 6 Gemeinden bei. Gleichzeitig wurde der Name der CC geändert.
Mit Wirkung vom 1. Januar 2017 fusionierte der Gemeindeverband mit der Communauté de communes du Pays de la Gacilly und der Communauté de communes du Val d’Oust et de Lanvaux und bildete so die Nachfolgeorganisation De l’Oust à Brocéliande Communauté. 

## Ehemalige Mitgliedsgemeinden
| Gemeinde              | Einwohner 1. Januar 2022 | Fläche km² | Dichte Einw./km² | Code INSEE | Postleitzahl |
| --------------------- | ------------------------ | ---------- | ---------------- | ---------- | ------------ |
| Augan                 | 1.542                    | 40,93      | 38               | 56006      | 56800        |
| Beignon               | 1.939                    | 24,87      | 78               | 56012      | 56380        |
| Guer                  | 6.056                    | 52,11      | 116              | 56075      | 56380        |
| Monteneuf             | 760                      | 30,62      | 25               | 56136      | 56380        |
| Porcaro               | 749                      | 15,73      | 48               | 56180      | 56380        |
| Réminiac              | 431                      | 12,15      | 35               | 56191      | 56140        |
| Saint-Malo-de-Beignon | 543                      | 3,49       | 156              | 56226      | 56380        |